# Notoplusia eunoteloides
Notoplusia eunoteloides är en fjärilsart som beskrevs av William Schaus 1911. Notoplusia eunoteloides ingår i släktet Notoplusia och familjen tandspinnare. Inga underarter finns listade i Catalogue of Life.